# South Bay (Boston)

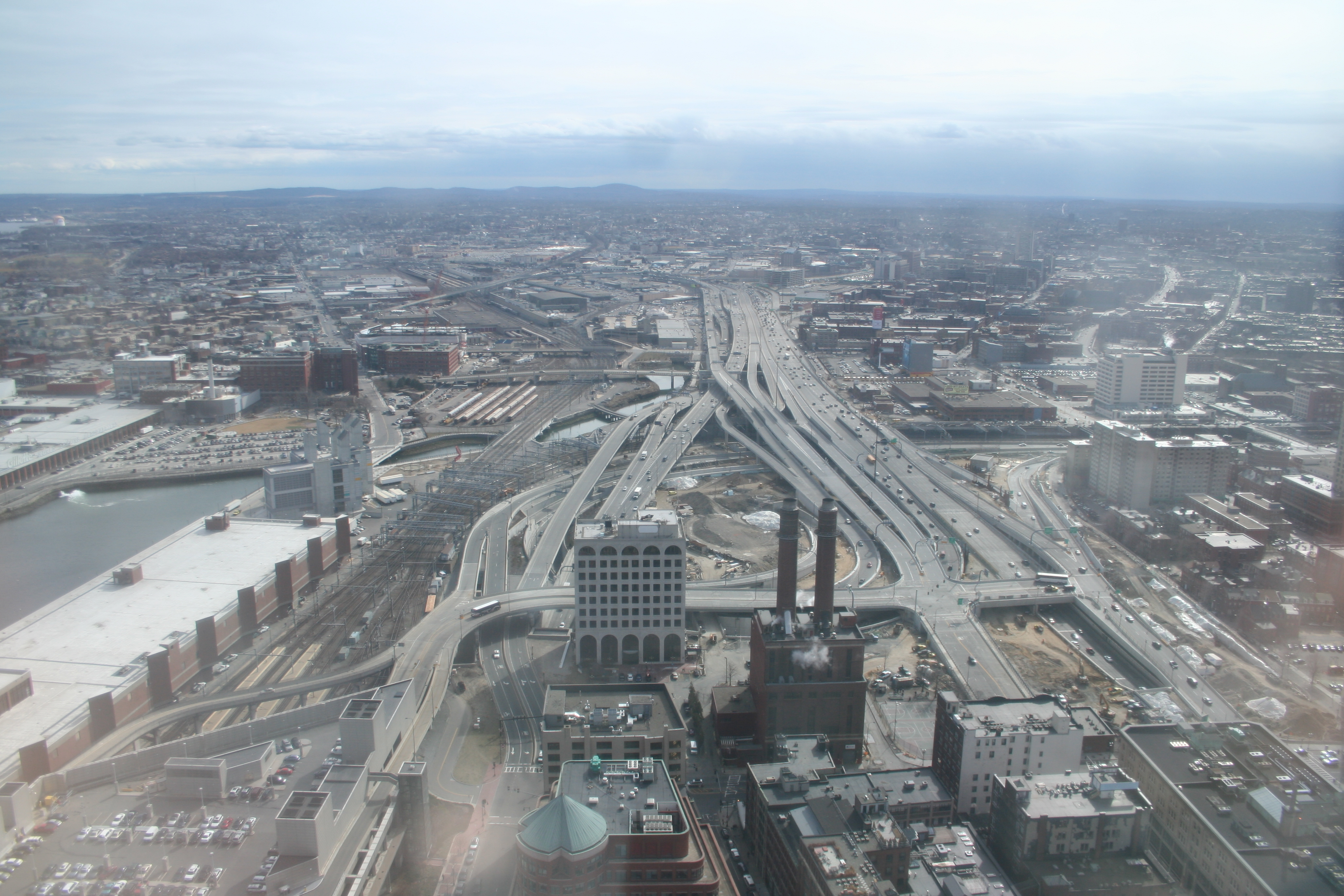
Die South Bay Interchange verbindet die Interstates 90 und 93 mit örtlichen Straßen. Dieses Foto wurde im 44. Stock des One Financial Center aufgenommen.

South Bay ist ein 10 Acres (ca. 40.500 m²) umfassendes Gebiet in der Stadt Boston im Bundesstaat Massachusetts der Vereinigten Staaten. Das Areal befindet sich zwischen den Stadtteilen Chinatown und Leather District und wird grob von den Straßen Kneeland und Hudson sowie vom Massachusetts Turnpike und der I-93 begrenzt.
Das Gebiet war 2007 im Besitz der Massachusetts Turnpike Authority (MTA) und wurde für weitere Entwicklungen vorbereitet, die nach Beendigung des Big Dig umgesetzt werden sollten. Geplant waren insbesondere Parks, Museen und städtische Freiräume als südlicher Ankerpunkt des Rose Kennedy Greenway. In Bezug auf Flächengröße und Umfang der Baumaßnahmen ist dies das größte Projekt in Boston seit dem Bau des Prudential Tower im Jahr 1964. Die Verläufe der umgebenden Straßen sollen dabei berücksichtigt werden.

## Geschichte des Geländes
Der Bezirk South Bay befindet sich ebenso wie die benachbarten Stadtteile Chinatown und Leather District auf durch Landaufschüttung gewonnenem Grund und Boden. Ursprünglich gehörte das Gebiet teilweise zu Bay Village und wurde 1833 durch die South Cove Corporation aufgefüllt, die dort für die Boston and Worcester Railroad ein intermodales Eisenbahn-/Schiffsterminal errichteten. Dazu gehörte auch die Entwicklung von Wohn- und Gewerbegebieten sowie der Bau des zu dieser Zeit wohl größten Hotels der Vereinigten Staaten. Für den größten Teil des 19. und zu Beginn des 20. Jahrhunderts befanden sich in South Bay vorwiegend Bahnbetriebswerke für von aus Süden und Westen kommende Züge.
Die Eisenbahn zog Unternehmen aus der Leder- und Bekleidungsindustrie in den Distrikt, die unter anderem die Gebäude im benachbarten Leather District errichteten. Zugleich diente die Eisenbahn als Reiseweg für Immigranten, was bis in das frühe 19. Jahrhundert hinein insbesondere für Asiaten, darunter viele Chinesen, zutraf.
In den 1950er Jahren wurde ein Großteil der Eisenbahnstrecken verlegt, um den John F. Fitzgerald Expressway zu bauen. Durch den Big Dig wurde das Gebiet erneut stark verändert und setzte neue Baugrundstücke frei.
Koordinaten: 42° 21′ N, 71° 4′ W